# مورتسکی
مورتسکی (به لاتین: Murcki) یک منطقهٔ مسکونی در لهستان است که در کاتوویتس واقع شده‌است. مورتسکی ۴۱٬۵۳ کیلومتر مربع مساحت و ۵٬۷۹۶ نفر جمعیت دارد.